# Agomelatină
Agomelatina (cu denumirea comercială Valdoxan, printre altele) este un medicament antidepresiv atipic, fiind utilizat în episoadelor depresive majore la adulți. Calea de administrare disponibilă este cea orală.
Agomelatina a fost aprobată pentru uz medical în Europa în anul 2009 și în Australia în 2010.